# Мануель Монтт
Мануель Франсиско Антоніо Хуліан Монтт Торрес (ісп. Manuel Francisco Antonio Julián Montt Torres; 4 вересня 1809, Петорка — 21 вересня 1880, Сантьяго, Чилі) — політичний діяч Чилі, президент Чилі з 1851 до 1861 року.
Виходець із сім'ї іммігрантів з Каталонії, вивчав право, займався адвокатською практикою. Починаючи з 1840 року обіймав кілька міністерських посад в уряді Мануеля Бульнеса. Був обраний президентом Чилі в 1851 році, і переобраний в 1856 році. У 1861 році був обраний головою Верховного суду і залишався на посаді аж до своєї смерті. Його ім'я присвоєно місту Пуерто-Монт.